# 1290-1299
De jaren 1290-1299 (van de christelijke jaartelling) zijn een decennium in de 13e eeuw.

## Gebeurtenissen en ontwikkelingen

### Midden-Oosten
- 1290 : Al-Ashraf Khalil zet de politiek van zijn vader Al-Mansur Qalawun verder.
- 1291 : Beleg van Akko. Het laatste bolwerk van de kruisvaardersstaat Jeruzalem wordt ingenomen door de mammelukken. Dit betekende het einde van het kruisvaarderstijdperk in de Levant. Hendrik II van Cyprus, Koning van Jeruzalem trekt zich terug in zijn Koninkrijk Cyprus, evenals de Hospitaalridders en de Tempeliers.
- 1292 : Paus Nicolaas IV wil de Frankisch-Mongoolse alliantie terug leven in blazen, maar sterft.
- 1295 : De nieuwe khan Ghazan van het Il-kanaat neemt contact op met Hendrik II van Cyprus.
- 1299 : Slag bij Wadi al-Khaznadar. De Mongolen verslaan de mammelukken.
- 1299 : In Klein Azië verovert het Turkse stamhoofd Osman I in een korte tijd grote stukken land op andere stammen en het Byzantijnse Rijk. Op dit grondgebied sticht hij een staat die later bekend zal komen te staan als het Ottomaanse Rijk.

### Mongoolse Rijk
- 1293 : Koeblai Khan sterft.
- 1295 : Khan Ghazan bekeert zich tot de islam.
- 1297 : Het Kanaat van Chagatai valt de nieuw opgerichte Khaljidynastie in India aan.
- 1298 : Duwa Khan, een directe afstammeling van Dzjengis Khan, slaagt erin delen van de stad Delhi in te nemen.
- 1299 : Alauddin Khalji kan de Mongolen terugdrijven.
- 1299 : Slag bij Kagamlik. Nogai Khan van de Gouden Horde sneuvelt.

### Heilig Roomse Rijk
- 1291 : Oprichting van het Oude Eedgenootschap of de Oude Zwitserse Confederatie
- 1292 : Rudolf I (rooms-koning) sterft, de keurvorsten kiezen voor Adolf uit het Huis Nassau.
- 1298 : Slag bij Göllheim. Adolf sneuvelt, Albrecht I van Habsburg wordt gekozen tot Rooms-Duitse koning.

### Engeland
- 1290 : Edict van Uitwijzing. Joden moeten het land verlaten.
- 1290 : Margaretha van Schotland sterft, niet minder dan 13 pretendenten maken aanspraak op de troon.
- 1291 : Koning Eduard I van Engeland wordt verzocht uitspraak over de geldigheid van hun aanspraken te doen, en hij benoemt John Balliol op de Schotse troon.
- 1294 : Filips de Schone verklaart dat hij het hertogdom Aquitaine als onderdeel van zijn kroondomein beschouwt, dit is het begin van de Frans-Engelse Oorlog.
- 1295 : Auld Alliance. Balliol weigert met de Engelsen op te trekken tegen de Fransen en sluit in plaats daarvan een verbond met Frankrijk en Noorwegen.
- 1296 : Balliol wordt meegevoerd naar Londen en gevangengezet in de Tower. Dit is het begin van de Schotse onafhankelijkheidsoorlogen.
- 1297 : Slag bij Stirling Bridge. De Schotten onder leiding van William Wallace halen een belangrijke overwinning op de Engelsen.

### Lage Landen
- Door zijn expansiepolitiek, die succes oplevert in de Slag bij Woeringen, komt hertog Jan I van Brabant in geldnood. Weer vormen de steden een bond om de hertog verenigd tegemoet te treden. In ruil voor het goedkeuren van uitzonderlijke beden waarmee hij zijn schulden kan aanzuiveren, verleent de hertog een hele reeks charters met uitgebreide rechten. Dit gebeurt voor iedere stad afzonderlijk, maar in teksten die telkens zeer gelijkluidend zijn.
- 1294 : Verdrag van Lier. Gwijde van Dampierre, graaf van Vlaanderen, en Eduard I van Engeland komen overeen, dat Filippina van Vlaanderen, de dochter van de graaf, zal trouwen met de Engelse troonopvolger Eduard. De Franse koning Filips de Schone verhindert dit huwelijk door Gwijde en zijn dochter naar Frankrijk uit te nodigen en ze dan beiden gevangen te zetten. Gwijde wordt in 1295 na bemiddeling van onder meer paus Bonifatius VIII vrijgelaten, terwijl zijn dochter Filippina in het Louvre opgesloten blijft en er overlijdt in 1306.
- 1296 : Jan I van Holland, zoon graaf Floris V van Holland, is verloofd met Elisabeth van Engeland, dochter van Eduard I. Als Eduard I de wolhandel verplaats van Dordrecht, naar Mechelen, loopt Floris over naar het kamp van Filips de Schone. Er wordt een samenzwering op touw gezet om graaf Floris te laten aftreden ten gunste van zijn aan het Engelse hof opgevoede zoon Jan. Floris wordt opgesloten in het Muiderslot. Als hij ontsnapt, wordt hij vermoord. De minderjarige zoon van Floris V wordt gedwongen de macht uit handen te geven aan Wolfert I van Borselen.
- 1297 : Filips de Schone verklaart dat hij het graafschap Vlaanderen als onderdeel van zijn kroondomein beschouwt, dit is het begin van de Frans-Vlaamse Oorlog.
- 1298 : Eduard I van Engeland trekt zijn hulptroepen uit Vlaanderen terug.

<< · 1200-1209 · 1210-1219 · 1220-1229 · 1230-1239 · 1240-1249 · 1250-1259 · 1260-1269 · 1270-1279 · 1280-1289 · 1290-1299 · >>